# أبو طاهر الزيادي
أبو طاهر محمد بن محمد بن مَحْمِش بن علي بن داود الزيادي (317- 410 هـ الموافق 929- 1019 م،) إمام المحدِّثين والفقهاء في زمانه، ومن أصحاب الوجوه المجتهدين عند الشافعية.
أخذ الفقه عن أبي الوليد النيسابوري، وأبي سهل. وعنه أخذ الشيخ الإمام أبو العاصم العبادي وغيره.
قال عنه العبادي: الفقه مطيَّته، يقود بزمامه، طريقه له معبَّدة، وخفيُّه ظاهر، وغامضه سهل، وعسيره يسير، ورأيته يناظر ويضع الهِناء موضع النقب.
ومن أعجب ما يُحكى، ما حكاه ابن الصلاح عن العبادي أنه كان عند الأستاذ أبي طاهر الزيادي حين احتضر، فسئل عن ضمان الدرك، وكان في النزع فقال: إن قبض الثمن فيصح، وإلا فلا يصح. قال: لأنه بعد قبض الثمن يكون ضمان ما وجب. قال ابن السبكي: وهذا هو الصحيح في المذهب، ولم يردّ - أي ابن الصلاح - بحكايته أنه غريب، بل حضور ذهن هذا الأستاذ عند النزع لمسائل الفقه. قال ابن الصلاح: وهذا من أعجب ما يُحكى.
تكرر ذكر الزيادي في كتاب الروضة.

## من فوائده ومسائله
قال العبادي: سئل الزيادي عن رجل قال: جعلتُ داري مسجداً، هل تصير بهذا اللفظ مسجداً؟ فقال: لا، لأنه وصف ما هو موصوف به، قال النبي صلَّى الله عليه وسلَّم: «جُعلتْ لي الأرض مسجداً»، وإنما يجب أن يقول: جعلتُ داري مسجداً لله تعالى.

## وفاته
قال النووي: توفي بعد سنة أربعمائة، وقال ابن السبكي: توفي الأستاذ أبو طاهر في شعبان سنة عشر وأربعمائة (410هـ). إلا أن هذا يعني أنه لم يعش سوى ثلاث وتسعين سنة بناء على أن ولادته كانت سنة سبع عشرة وثلاثمائة كما قال النووي وابن السبكي، وفي هذا إشكال، لأن العبادي وهو من تلامذته ذكر أنه عاش مائة سنة وكسراً.